# Championnat de Lituanie de football 1995-1996
Navigation
Saison précédente Saison suivante
La saison 1995-1996 du Championnat de Lituanie de football était la 6e édition de la première division lituanienne. La formule du championnat est de nouveau modifiée : une première phase oppose chaque équipe à tous ses adversaires en matchs simples, puis une 2e phase voit la mise en place d'une poule pour le titre avec les huit premiers et une poule de relégation avec les huit derniers. Avant le début du championnat, le ROMAR Mazeikiai se retire de la compétition.
Le FK Inkaras Kaunas, tenant du titre, termine en tête de la poule pour le titre et remporte le 2e titre de champion de Lituanie de son histoire.

## Les 16 clubs participants
| - FK Zalgiris Vilnius - FK Ekranas Panevezys - FBK Kaunas - Banga Gargzdai - JR Klaipeda - Promu de D2 - FK Panerys Vilnius - FK Inkaras Kaunas - ROMAR Mazeikiai | - FK Ukmergé - Kareda-Sakalas Siauliai - FK Tauras Tauragé - Promu de D2 - Atlantas Klaipeda - Mastis Telsiai - Promu de D2 - Lokomotivas Vilnius - Promu de D2 - FK Zalgiris II Vilnius - Promu de D2 - Alsa-Panerys Vilnius - Promu de D2 |

## Compétition
Le barème de points servant à établir les classements se décompose ainsi :
- Victoire : 3 points
- Match nul : 1 point
- Défaite : 0 point

### Première phase

#### Classement
| Rang | Équipe                   | Pts | J  | G  | N | P  | Bp | Bc | Diff |
| ---- | ------------------------ | --- | -- | -- | - | -- | -- | -- | ---- |
| 1    | FK Zalgiris Vilnius      | 40  | 14 | 13 | 1 | 0  | 63 | 7  | +56  |
| 2    | FK Inkaras Kaunas (T)    | 38  | 14 | 12 | 2 | 0  | 37 | 7  | +30  |
| 3    | Kareda-Sakalas Siauliai  | 33  | 14 | 11 | 0 | 3  | 33 | 10 | +23  |
| 4    | Atlantas Klaipeda        | 31  | 14 | 10 | 1 | 3  | 31 | 10 | +21  |
| 5    | FBK Kaunas               | 28  | 14 | 9  | 1 | 4  | 33 | 15 | +18  |
| 6    | FK Panerys Vilnius       | 24  | 14 | 8  | 0 | 6  | 28 | 16 | +12  |
| 7    | FK Ekranas Panevezys     | 20  | 14 | 6  | 2 | 6  | 29 | 25 | +4   |
| 8    | Zalgiris II Vilnius (P)  | 18  | 14 | 5  | 3 | 6  | 22 | 21 | +1   |
| 9    | JR Klaipeda (P)          | 16  | 14 | 5  | 1 | 8  | 12 | 25 | -13  |
| 10   | Lokomotyvas Vilnius (P)  | 12  | 14 | 3  | 3 | 8  | 13 | 25 | -12  |
| 11   | Banga Gargzdai           | 12  | 14 | 3  | 3 | 8  | 14 | 33 | -19  |
| 12   | FK Tauras Tauragé (P)    | 10  | 14 | 3  | 1 | 10 | 8  | 45 | -37  |
| 13   | Mastis Telsiai (P)       | 9   | 14 | 2  | 3 | 9  | 15 | 40 | -25  |
| 14   | FK Ukmerge               | 9   | 14 | 2  | 3 | 9  | 7  | 34 | -27  |
| 15   | Alsa-Panerys Vilnius (P) | 3   | 14 | 1  | 0 | 13 | 4  | 38 | -34  |
| 16   | ROMAR Mazeikiai forfait  | 0   | 0  | 0  | 0 | 0  | 0  | 0  | 0    |

|  | Qualifié pour la poule pour le titre   |
|  | Participation à la poule de relégation |

### Deuxième phase
Les clubs conservent la moitié du total de points acquis à la fin de la première phase. Du fait du passage du championnat de 16 à 8 clubs, le 8e de la poule pour le titre jouera un barrage face au premier de la poule de relégation, dont les 6 autres équipes seront reléguées en II Lyga.

#### Poule pour le titre
| Rang | Équipe                      | Pts | J  | G  | N | P  | Bp  | Bc | Diff |
| ---- | --------------------------- | --- | -- | -- | - | -- | --- | -- | ---- |
| 1    | FK Inkaras Kaunas (T)       | 56  | 28 | 24 | 3 | 1  | 67  | 9  | +58  |
| 2    | Kareda Sakalas Siauliai (C) | 52  | 28 | 22 | 2 | 4  | 67  | 17 | +50  |
| 3    | FK Zalgiris Vilnius         | 50  | 28 | 22 | 4 | 2  | 106 | 22 | +84  |
| 4    | FBK Kaunas                  | 31  | 28 | 14 | 3 | 11 | 48  | 35 | +13  |
| 5    | FK Panerys Vilnius          | 29  | 28 | 13 | 2 | 13 | 40  | 47 | -7   |
| 6    | Atlantas Klaipeda           | 25  | 28 | 12 | 4 | 12 | 42  | 34 | +8   |
| 7    | FK Ekranas Panevezys        | 19  | 28 | 7  | 8 | 13 | 39  | 46 | -7   |
| 8    | Zalgiris II Vilnius (P)     | 12  | 28 | 5  | 6 | 17 | 28  | 60 | -32  |

|  | Qualifié pour la Coupe des Coupes 1996-1997 |
|  | Qualifié pour la Coupe UEFA 1996-1997       |
|  | Qualifié pour la Coupe Intertoto 1996       |
|  | Participation au barrage de relégation      |

#### Poule de relégation
| Rang | Équipe                   | Pts | J  | G  | N | P  | Bp | Bc | Diff |
| ---- | ------------------------ | --- | -- | -- | - | -- | -- | -- | ---- |
| 1    | Banga Gargzdai           | 32  | 26 | 11 | 5 | 10 | 31 | 44 | -13  |
| 2    | Lokomotyvas Vilnius (P)  | 30  | 26 | 11 | 3 | 12 | 36 | 35 | +1   |
| 3    | FK Tauras Tauragé (P)    | 26  | 26 | 8  | 7 | 11 | 17 | 48 | -31  |
| 4    | FK Ukmerge               | 22  | 26 | 7  | 5 | 14 | 25 | 49 | -24  |
| 5    | Mastis Telsiai (P)       | 16  | 26 | 4  | 8 | 14 | 28 | 54 | -26  |
| 6    | Alsa-Panerys Vilnius (P) | 14  | 26 | 3  | 6 | 17 | 13 | 48 | -35  |
| 7    | JR Klaipeda (P)          | 11  | 26 | 5  | 4 | 17 | 15 | 54 | -39  |

|  | Qualifié pour le barrage de relégation |
|  | Relégué en deuxième division           |

#### Barrage de relégation
Le 8e de la poule pour le titre, le FK Zalgiris II Vilnius affronte le premier de la poule de relégation, le Banga Gargzdai en matchs aller et retour. L'équipe victorieuse participera au championnat de première division la saison prochaine.
| Équipe 1               | Résultat | Équipe 2       | Aller | Retour |
| ---------------------- | -------- | -------------- | ----- | ------ |
| FK Zalgiris II Vilnius | 3 - 2    | Banga Gargzdai | 1 - 1 | 2 - 1  |

- Le FK Zalgiris II Vilnius se maintient en première division.

## Bilan de la saison
| Tableau d'Honneur                   |                         |
| Compétition                         | Vainqueur               |
| Championnat de Lituanie de football | FK Inkaras Kaunas       |
| Coupe de Lituanie de football       | Kareda-Sakalas Siauliai |

| Qualifications européennes |                                       |
| Coupe des Coupes 1996-1997 | Qualifié                              |
| 1er tour                   | Kareda Sakalas Siauliai               |
| Coupe UEFA 1996-1997       | Qualifiés                             |
| 1er tour                   | FK Inkaras Kaunas FK Zalgiris Vilnius |
| Coupe Intertoto 1996       | Qualifié                              |
| 1er tour                   | FBK Kaunas                            |

| Promotion et relégation | |
| Relégués en II Lyga     | Lokomotyvas Vilnius FK Tauras Tauragé FK Ukmerge Mastis Telsiai Alsa-Panerys Vilnius JR Klaipeda Banga Gargzdai |
| Promus en A Lyga        | Aucun (passage de 16 à 8 clubs)                                                                                 |